# 戸野広浩司
戸野広 浩司（とのひろ こうじ、1947年11月25日 - 1972年12月11日）は、日本の俳優。

## 略歴
父は病院の事務長。広島県立三原高等学校時代は演劇部に所属し、地元の劇団にも参加していた。上京して早稲田大学の受験に失敗したのち、劇団青俳の研究生となる。
1972年、オーディションでテレビ番組『快傑ライオン丸』のライバル「タイガージョー」こと虎錠之介役に起用されて注目される。主役であるライオン丸を上回る人気を集めた。

同年12月11日夜、同番組のロケの宿泊先である滋賀県彦根市の国民宿舎湖城荘でスタッフと酒席を交わしたのち、風呂場（女湯）に迷い込んだところ誤って転倒、ガラス戸に突っ込んで脇腹を切り、湯船に落ちて出血多量で死亡した。
制作者であるピー・プロダクション社長のうしおそうじが事故の報を受け、旅館へ急行したところ、そこには許婚も駆けつけていたという。許婚の女性とは、青俳で出会った後3年越しの交際の末、翌1973年1月3日に結婚し挙式するはずだった。また、主演の潮哲也は事故の直前まで酒を呑み交わしており、事故の報をスタッフから聞いて駆け付けた際にはすでに死亡した後であり、そのため潮が落胆しているのを知ったスタッフは翌日の撮影を中止している。潮と戸野広は撮影が忙しかったため仕事以外の接点がほとんどなく、二人で会話する機会は彦根ロケが初めてであった。
うしおはその後フジテレビの別所孝治プロデューサーと2人で実家を訪ねたところ父親から「本人が自分で求め選んだ道だから、あの子も本望だったでしょう」と言われたことを、忘れ得ない言葉として語っている。
うしおは戸野広の演技力、人気ぶりに『快傑ライオン丸』の次回作にはぜひ戸野広主演で「タイガージョー」のドラマを作ろうと考えていたという。
『ライオン丸』に出演していた梅地徳彦は「カッコいいという印象だが、シリーズ途中からレギュラー入りしたので、気を遣っている感じだった」と語っており、事故の際はロケに同行していたこともありショックを受けたと述べている。
戸野広の代役としてタイガージョーを演じることになった福島資剛は、劇団青俳で戸野広と共に役者修業をした仲間であり大変親しく、戸野広をあまりにも不憫に思い、代役のオファーを何度も固辞していたが、青俳同期生の説得によって漸く承諾に至ったという。
事故の2日前に掲載された新聞のインタビュー記事では、「変身時代劇の悪役と聞いて驚いた。でも悪役には興味がある」と答えており、「将来は地方に根をおろした芝居活動をして行きたい」という夢も語っている。
特技はギターで、劇団青俳時代は当時の団員の中でただ一人、弾き語りの出来る人だったという。後に婚約者となる女性とも、弾き語りをして一緒に歌って楽しんでいたほどだった。また乗馬が得意だったため、『ライオン丸』の虎錠之介は馬に乗るキャラクターであった。しかし後を継いだ福島資剛は馬に全く乗れなかったため、福島に交替後の錠之介は乗馬のシーンが無くなった。。

## 出演作品
- 藍より青く（1972年、NHK）
- 快傑ライオン丸 第27話「大魔王ゴースン怒る!」 - 第30話「怪人マツバラバ 一本松の謎」、第36話「折れた槍 怪人ハチガラガ」 - 第40話「大魔王ゴースン 再び怒る!」（1972年、CX） - 虎錠之介 / タイガージョー（声）
- 光る海（1972年、CX）
- 家光が行く（1972年、NTV） - 山田

## 戸野廣浩司記念劇場
台東区谷中には戸野広を記念して作られた小劇場「戸野廣浩司記念劇場」が存在した。2009年10月24日開館。所有は芸能事務所I&Iファクトリー。代表の平山陽が偶然『ライオン丸』を見たことがきっかけで、戸野広の生前を調べ生き方に感銘。友人であった平山亨に相談のうえ、親族と連絡を取り、若い俳優たちに名前を知ってもらい、ひいては志を受け継いでもらいたいと劇場建設を決めた。オープン式典には遺族のほか、戸野広の友人で俳優の狭間鉄が来賓として来場。タイガージョー役を引き継いだ福島資剛もコメントを贈った。
花道のある独特の劇場としてI&Iファクトリー所属の劇団「水色革命」が使用のほか、小劇団、大衆劇団に愛されたが、2016年7月をもって閉館し、7年間に渡る劇場に終止符を打った。同年には入居ビルも解体されてしまっており、現存していない。

## 脚註
1. 1 2 3 4 5  週刊平凡 1972年12月28日号 p.204 - 206 戸野広浩司の本件の記事。
2. 1 2   『毎日新聞』1972年12月9日付24面。ラジオ・テレビ欄。
3. 1 2  vsライオン丸 1999, pp. 202.
4. 1 2  桜井顔一 + 満月照子『日本特撮トンデモ事件簿』（鉄人社、2022年10月27日）p.178 - 180
5. 1 2  ヒーロー列伝 2 2000, p. 111 - 112.
6. ↑  秋田英夫「潮哲也 獅子丸・弾獅子丸役」『別冊映画秘宝 『電人ザボーガー』&ピー・プロ特撮大図鑑』洋泉社〈洋泉社MOOK〉、2011年11月14日、pp.138-140頁。ISBN 978-4-86248-805-3。
7. ↑  ヒーロー列伝 2 2000, p. 61.
8. ↑  ヒーロー列伝 2 2000, p. 142.
9. ↑  “谷中に小劇場「戸野廣浩司記念劇場」－若い演劇人の活躍に期待”. 上野経済新聞.   KeepAlive (2009年11月24日). 2018年6月30日閲覧。
10. ↑  西日暮里の戸野廣浩司記念劇場閉鎖。 MARUMARUスープレックス 2016年7月16日